# Distrito de Kuçovë
El distrito de Kuçovë (en albanés: Rrethi i Kuçovës) fue un distrito de Albania que existió brevemente entre 1991 y 2000. Su capital era Kuçovë. Desde el año 2000, su territorio quedó integrado en el condado de Berat, junto con los distritos de Berat y Skrapar.

## Localización
Fue creado en 1991 al separarse del vecino distrito de Berat, en el cual estaba integrado en el mapa de 1959. Comprendía los entonces municipio de Kozare, Kuçovë y Perondi, todos ellos pertenecientes desde 2015 al actual municipio de Kuçovë. El único territorio del actual municipio de Kuçovë que no perteneció al distrito era Lumas, que siguió formando parte del distrito de Berat hasta la desaparición de los distritos en el año 2000.